# Station Lutynia
Station Lutynia is een spoorwegstation in de Poolse plaats Lutynia.